# Maeen Al-Obaidi
Maeen Al-Obaidi   (nascida no século XX, no Iêmen) é uma advocada iemenita, que atua como mediadora na cidade de Taiz no contexto da guerra civil iemenita.

## Ativismo
Maeen Al-Obaidi exerceu a advocacia na cidade de Taiz, até o início da guerra civil do Iêmen, em 2015. Nesse conflito, as mulheres sofrem com ações de atiradores, prisões, violência sexual, deslocamento e recrutamento forçado de seus filhos. Maeen Al-Obaidi decidiu começar a trabalhar pela paz por meio da mediação, com o objetivo de facilitar as trocas de prisioneiros para que os combatentes voltassem vivos para suas casas ou seus corpos fossem devolvidos a suas famílias.

## Reconhecimento
Em 2022, Maeen Al-Obaidi foi incluída na lista das 100 mulheres mais inspiradoras do mundo, pela BBC.